# Ralf Heck
Ralf Heck (* 28. November 1958) ist ein ehemaliger deutscher Fußballspieler, der zwischen 1982 und 1984 mit dem MSV Duisburg in der 2. Bundesliga antrat.

## Karriere
Nachdem der MSV Duisburg am Saisonende 1981/82 erstmals aus der Bundesliga abgestiegen war, rückte Heck zur darauffolgenden Zweitligaspielzeit in den Kader der ersten Mannschaft auf. Am 7. August 1982 stand er bei einer 1:2-Auswärtsniederlage im ersten Saisonspiel gegen den FSV Frankfurt in der Startelf. Daran anschließend erhielt der Stürmer regelmäßig Spielpraxis, ohne sich jedoch einen festen Stammplatz erkämpfen zu können. Mit dem Verein blieb er 1983 von einem möglichen Wiederaufstieg deutlich entfernt.
In der Saison 1983/84 verblieb er in der Rolle eines Ergänzungsspielers. Am letzten Spieltag stand er beim 2:0-Erfolg seiner Mannschaft gegen den SV Darmstadt 98 auf dem Platz, was für den MSV die Teilnahme an der Relegation zur Bundesliga bedeutete. In der Relegation bestritt der Stürmer lediglich die erste Halbzeit des Hinspiels, wurde dann durch Michael Struckmann ersetzt und erlebte eine 0:5-Niederlage seiner Mannschaft gegen Eintracht Frankfurt. Das Rückspiel endete mit 1:1 und Duisburg verblieb in der zweiten Liga. Für Heck endete 1984 nach zwei Jahren mit 38 Zweitligapartien und drei erzielten Toren seine Profilaufbahn. Anschließend spielte er in der Oberliga Nordrhein für den VfL Rhede, bei dem er später auch als Mitglied der Altherrenmannschaft verblieb.